# Bengala Oriental
Bengala Oriental (en bengalí: পূর্ববঙ্গ Purbobôngo) fue el nombre usado, durante dos períodos diferentes del siglo XX, para un territorio que corresponde aproximadamente al actual estado de Bangladés. En las dos ocasiones que se produjo la partición de Bengala se dieron violentas revueltas.

## Primera partición, 1905-1912 (periodo indio)

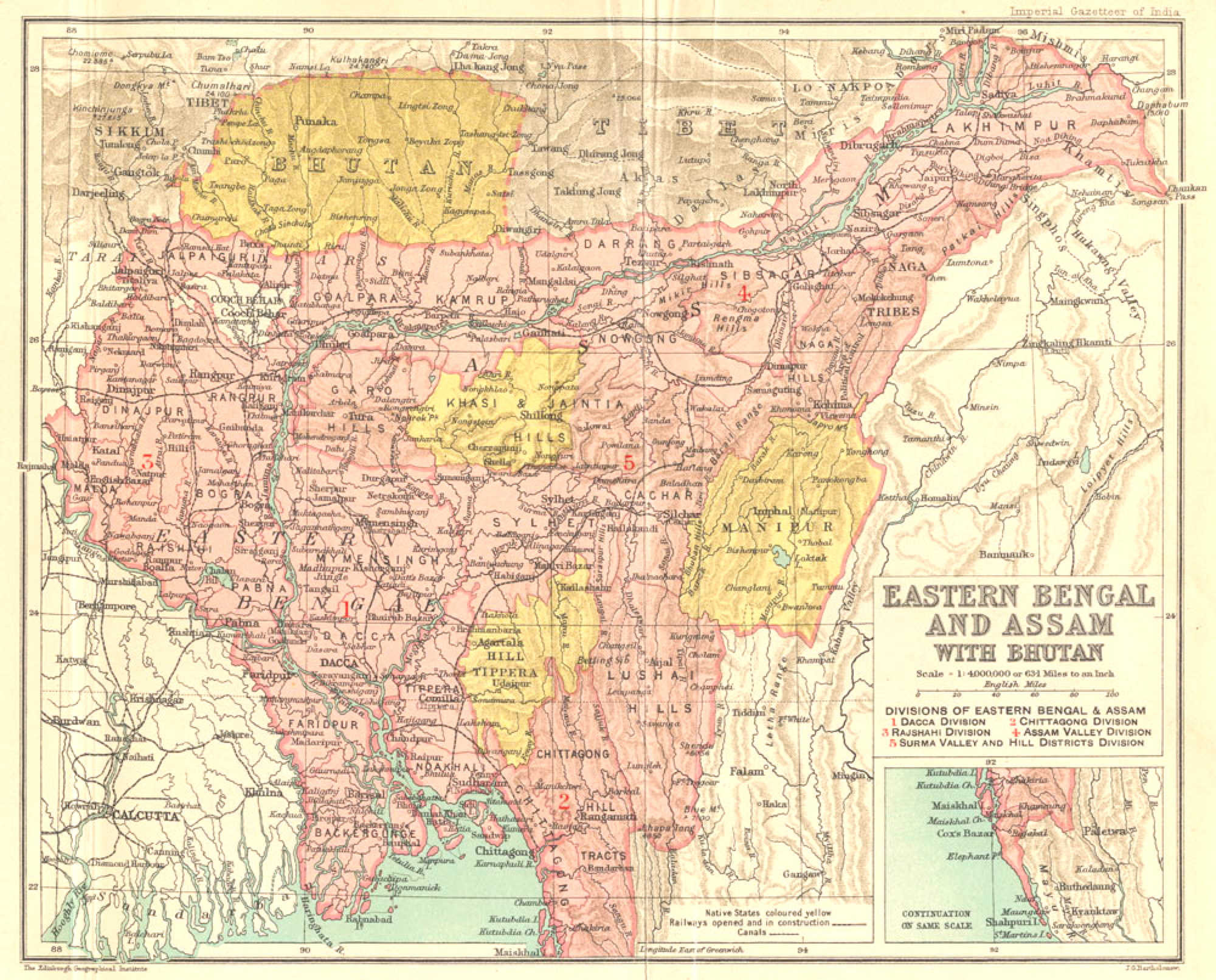
Mapa de Bengala Oriental y la provincia de Assam, 1907-9.

La primera vez que el nombre fue durante el dominio británico de India. El gobierno británico de grandes extensiones de territorio de la India comenzó con la victoria de Robert Clive sobre el nawab de Bengala, Siraj ud-Daulah, en la batalla de Plassey en 1757. La victoria dio a la British East India Company el dominio de Bengala, que se convirtió en la sede de la administración británica en el subcontinente. Después de la rebelión de la India de 1857 (conocido como el "motín"), el gobierno británico tomó el control directo lejos de la Compañía de las Indias Orientales, y estableció su capital imperial en
Calcuta, la ciudad fundada por la Compañía. En 1900, la provincia británica de Bengala constituye un territorio enorme, que se extiende desde la frontera con Birmania para profundizar en el río Ganges.
Con la asunción de Lord Curzon al puesto de Gobernador General de la India, India británica fue puesto finalmente a cargo de un hombre que se consideraba un experto en asuntos indios. Curzon, ya los problemas logísticos de la administración de una provincia tan grande, propuso dividir Bengala. Bengala, a partir de ahora, abarcaría Calcuta y los territorios del oeste, que abarca más o menos la actual Bengala Occidental, Bihar, y Orissa. Bengala Oriental y Assam, la nueva provincia, aproximadamente abarcaría la moderna Bangladés y los estados del noreste de la India (en ese entonces todos agrupados bajo el título de Assam, con su capital en Daca).
Mientras Curzon se cobró la acción fue una mera fundada en los principios de administración, el creciente movimiento nacionalista, que se originó con la élite culta de Calcuta y la aristocracia bengalí, haya tomado la iniciativa como un intento de cortar los líderes hindúes intelectuales de Bengala (con sede en Calcuta) de la mayoría musulmana agricultores del Sureste, dividiendo al movimiento nacionalista a lo largo de las líneas de clase y religión. La partición de Bengala, efectuada en julio de 1905, desató una tormenta de fuego en el movimiento nacionalista. La partición fue revocada en 1912, pero fue acompañada por corte de las porciones no bengalíes de la provincia - la creación de dos nuevas provincias, Assam y Bihar y Orissa (ambos se subdividen después de la independencia india) - y el traslado de la capital desde Calcuta a Delhi.
En la ahora dividida Bengala (Bengala Oriental) comprende un área de 196 540 millas cuadradas (509 039 km²) la inclusión de 18 millones de musulmanes y 12 millones de hindúes. La (antigua) Bengala comprendía un área de 141 580 millas cuadradas (366 692 km²) con una mayoría de 42 millones de hindúes y 9 millones de musulmanes.

## Segunda partición, 1947-1955 (periodo pakistaní)

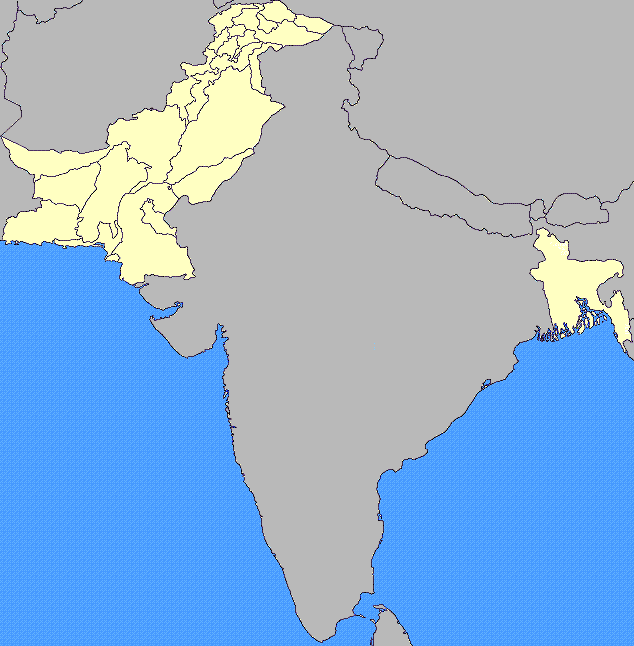
Mapa de Pakistán y Bengala Oriental en 1947.

Bengala se dividió en dos provincias el 3 de julio de 1946 en preparación para la partición de la India - la Bengala Occidental de mayoría hindú y la Bengala Oriental de mayoría musulmana. Las dos provincias tenían cada una su propio Jefe de gobierno. En agosto de 1947 Bengala Occidental se convirtió en parte de la India y Bengala Oriental se convirtió en parte de Pakistán. Las tensiones entre el Este de Bengala y el ala oeste de Pakistán llevó a la política de una sola unidad. En 1955, la mayor parte del ala occidental se combinan para formar una nueva provincia de Pakistán Occidental, mientras que Bengala Oriental se convirtió en la nueva provincia de Pakistán Oriental. Este sistema duró hasta 1971, cuando el Pakistán Oriental declaró su independencia durante la Guerra de Liberación de Bangladés y la nueva nación de Bangladés. Sin embargo, Pakistán no reconoció Bangladés hasta el 22 de febrero de 1974, y se establecieron relaciones diplomáticas el 18 de enero de 1976.

## Gobierno provincial
Después de la absorción en el Dominio de Pakistán, la provincia de Bengala Oriental fue administrado por un gobernador ceremonial y un jefe de gobierno indirectamente elegido. Durante el año a partir de mayo de 1954 a agosto de 1955, los poderes ejecutivo se ejerce por el gobernador y no hubo un Ministro Principal.
| Ejercicio                                  | Gobernador de Bengala Oriental                 |
| ------------------------------------------ | ---------------------------------------------- |
| 15 de agosto de 1947 - 31 de marzo de 1950 | Sir Frederick Chalmers                         |
| 31 de marzo de 1950 - 31 de marzo de 1953  | Sir Feroz Khan Noon                            |
| 31 de marzo de 1953 - 29 de mayo de 1954   | Chaudhry Khaliquzzaman                         |
| 29 de mayo de 1954 - mayo de 1955          | Iskander Mirza                                 |
| Mayo 1955 - junio de 1955                  | Muhammad Shahabuddin (interino)                |
| Junio de 1955 - 14 de octubre de 1955      | Amiruddin Ahmad                                |
| 14 de octubre de 1955                      | Disolución de la provincia de Bengala Oriental |

| Ejercicio                                       | Ministro Principal de Bengala Oriental         | Partido Político     |
| ----------------------------------------------- | ---------------------------------------------- | -------------------- |
| 15 de agosto de 1947 - 14 de septiembre de 1948 | Khawaja Nazimuddin                             | Muslim League        |
| 14 de septiembre de 1948 - 3 de abril de 1954   | Nurul Amin                                     | Muslim League        |
| 3 de abril de 1954 - 29 de mayo de 1954         | A. K. Fazlul Huq                               | United Front         |
| 29 de mayo de 1954 - agosto de 1955             | Mandato del gobernador                         |                      |
| Agosto de 1955 - 14 de octubre de 1955          | Abu Hussain Sarkar                             | Krishak Sramik Party |
| 14 de octubre de 1955                           | Disolución de la provincia de Bengala Oriental |                      |